# 416
| 416                |
| ------------------ |
| Dødsfald - Fødsler |
|                    |

| Gregoriansk kalender | 416 CDXVI               |
| Ab urbe condita      | 1169                    |
| Armensk kalender     | I/T                     |
| Kinesiske kalender   | 3112 – 3113 乙卯 – 丙辰 |
| Etiopisk kalender    | 408 – 409               |
| Jødisk kalender      | 4176 – 4177             |
| Hindukalendere       |                         |
| - Vikram Samvat      | 471 – 472               |
| - Shaka Samvat       | 338 – 339               |
| - Kali Yuga          | 3517 – 3518             |
| Iransk kalender      | 206 BP – 205 BP         |
| Islamisk kalender    | 212 BH – 211 BH         |

## Begivenheder

### Asien
- "Kongernes Bog", skrevet på Java i det 16. århundrede, beretter om et vulkanudbrud på Krakatau dette år.

### Europa
- Årets romerske consuler var i øst kejser Theodosius 2. og i vest var det den prætorianske præfekt Iunius Quartus Palladius.
- Som et led i en aftale med romerne angreb visigoterne de alanske og vandalske stammer i Hispania (Spanien).

## Dødsfald
- Huiyuan, født 334, buddhistisk prædikant i Kina. Han stiftede templet i Donglin - der stadig eksisterer - og skabte i 402 den kinesiske udgave af Rene Land Skolen.
- Lü Long, der 401-403 var den sidste kejser af Det Senere Liang, et af "de 16 kongeriger" i Kina.
- Yao Xing, født 366, der 394-416 var kejser af Det Senere Qin, et af "de 16 kongeriger" i Kina.

## Eksterne links
- Wikimedia Commons har flere filer relateret til 416